# Bembidion rolandi
Bembidion rolandi är en skalbaggsart som beskrevs av Henry Clinton Fall. Bembidion rolandi ingår i släktet Bembidion och familjen jordlöpare. Inga underarter finns listade i Catalogue of Life.

## Bildgalleri

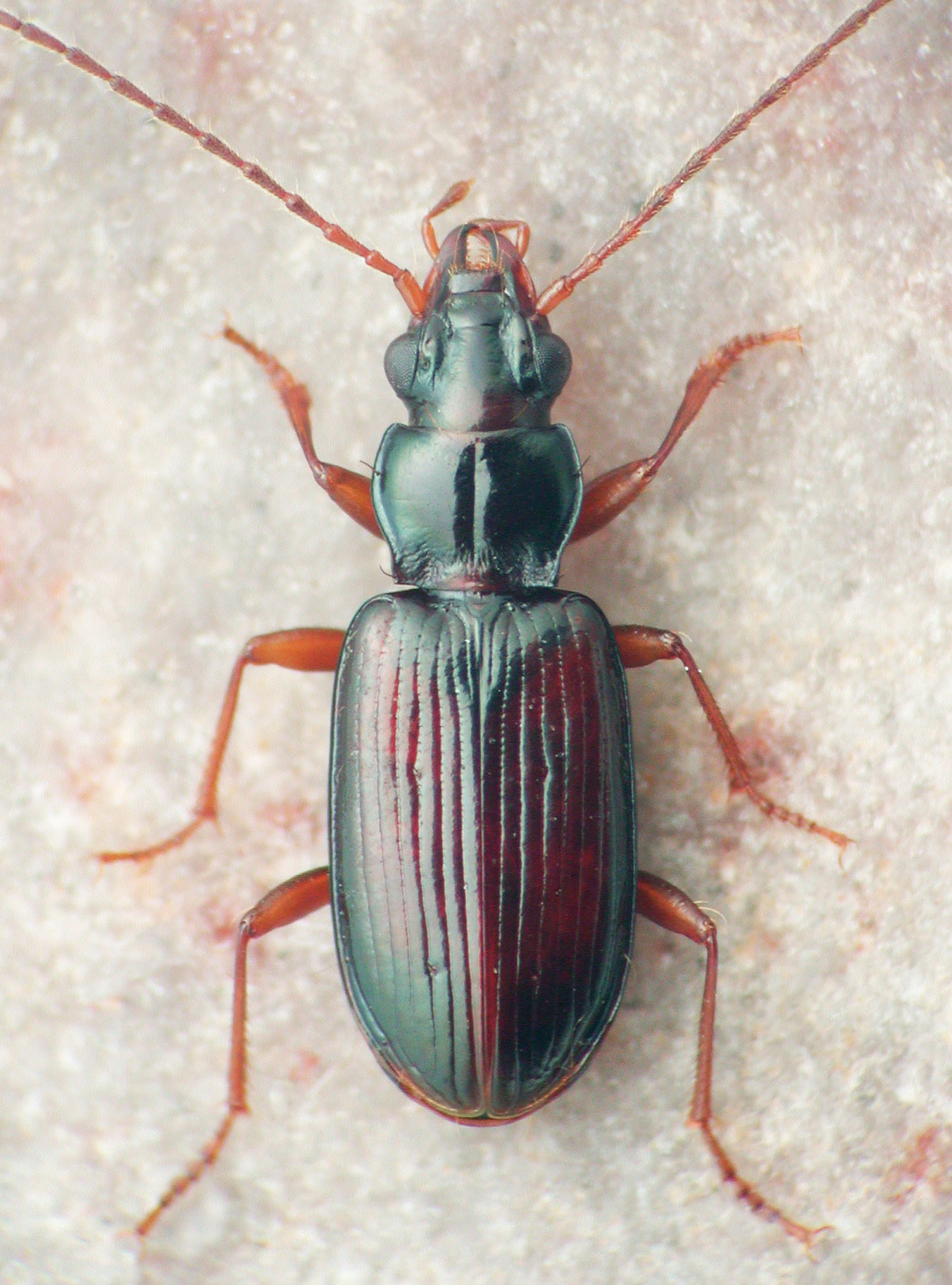